# Rede do Reino
A Rede do Reino (RR), em inglês Kingdom Network, é uma denominação cristã reformada formada em 2021, por um grupo de igrejas que se separou da Igreja Reformada na América.

## História
Na década de 2010, a Igreja Reformada na América (IRA) enfrentou conflitos internos para definir sua posição sobre o casamento entre pessoas do mesmo sexo e a homossexualidade.
Em 2021, após não conseguir encontrar um acordo entre os grupos internos, a denominação aprovou uma reestruturação de suas classes (presbitérios), para reagrupar as igrejas de acordo com suas posições quanto ao casamento e sexualidade.
Isso gerou a insatisfação dos membros mais conservadores, que viram com isso a permissão implícita para que as igrejas celebrem o casamento entre pessoas do mesmo sexo quando formarem classes que apoiem esta conduta. 
Em resposta, 5 igrejas se separaram da denominação e formaam a Rede do Reino. Em 2024, o grupo havia crescido para 25 igrejas, com a adesão concentrada no Centro-Oeste e nos Estados do Pacífico.
Outro grupo que se separou na mesma ocasião e pelo mesmo motivo foi a Aliança das Igrejas Reformadas, com cerca de 125 igrejas.

## Doutrina
A RR se opõe ao casamento entre pessoas do mesmo sexo. Todavia, permite a ordenação de mulheres e que suas igrejas optem pela prática do pedobatismo ou credobatismo.